# Postgeschichte und Briefmarken Schleswig-Holsteins
Die Postgeschichte Schleswig-Holsteins ist eng mit der Dänemarks und auch Hamburgs verbunden. Bis zum Jahre 1864 war die Verwaltung des Postwesens in den Herzogtümern Schleswig, Holstein und (ab 1815) Lauenburg in die des Königreichs Dänemark eingebunden. In den Gottorfer Anteilen der Herzogtümer sowie während des Schleswig-Holsteinischen Krieges gab es jedoch zeitweise auch ein eigenes Postwesen.
Die ehemals selbständige Hansestadt Lübeck besaß ein von den Herzogtümern unabhängiges Postwesen.

## Beginn des Postwesens in den Herzogtümern

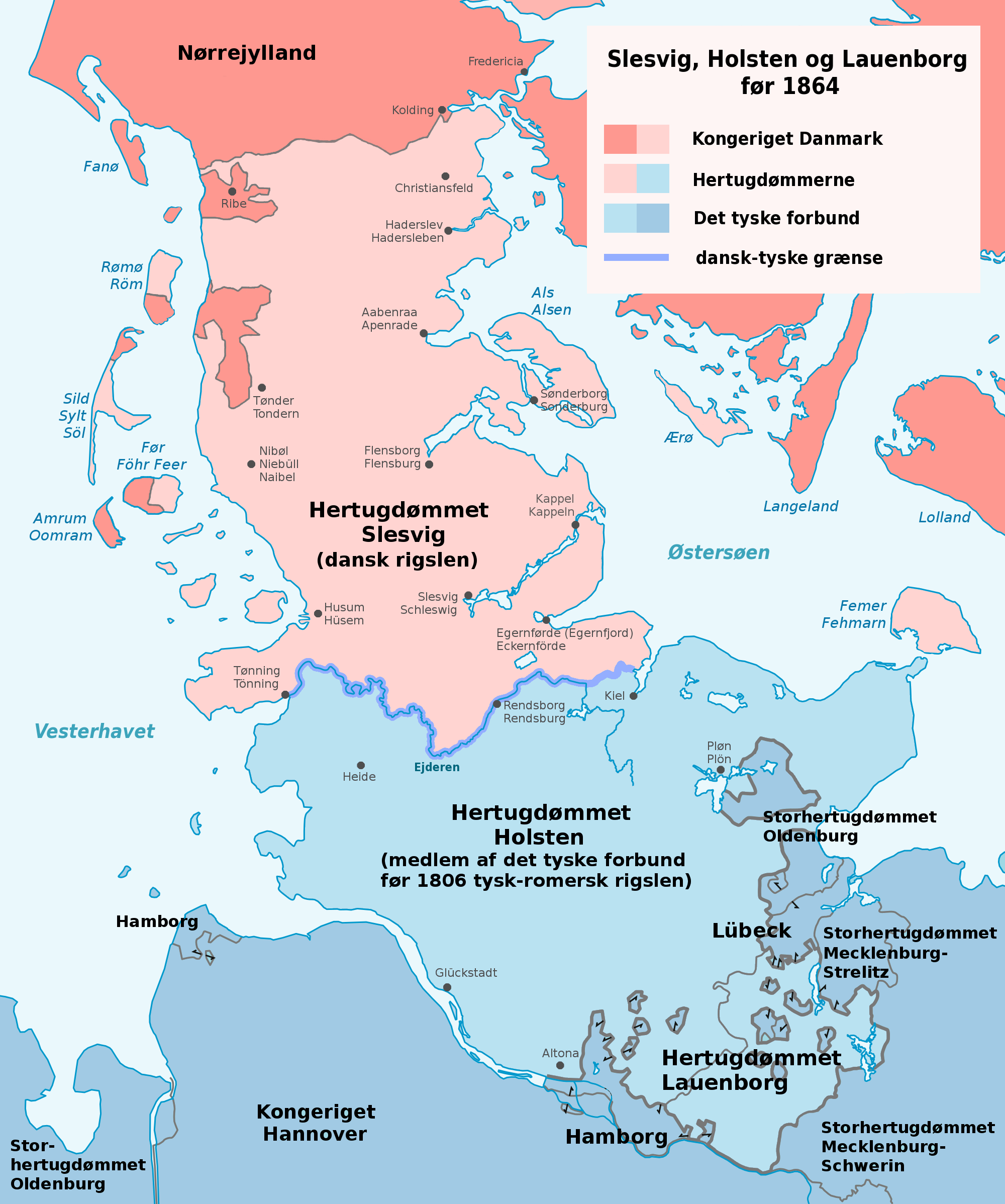
Das dänische Herzogtum Schleswig (rosa) und das römisch-deutsche Herzogtum Holstein (hellblau)

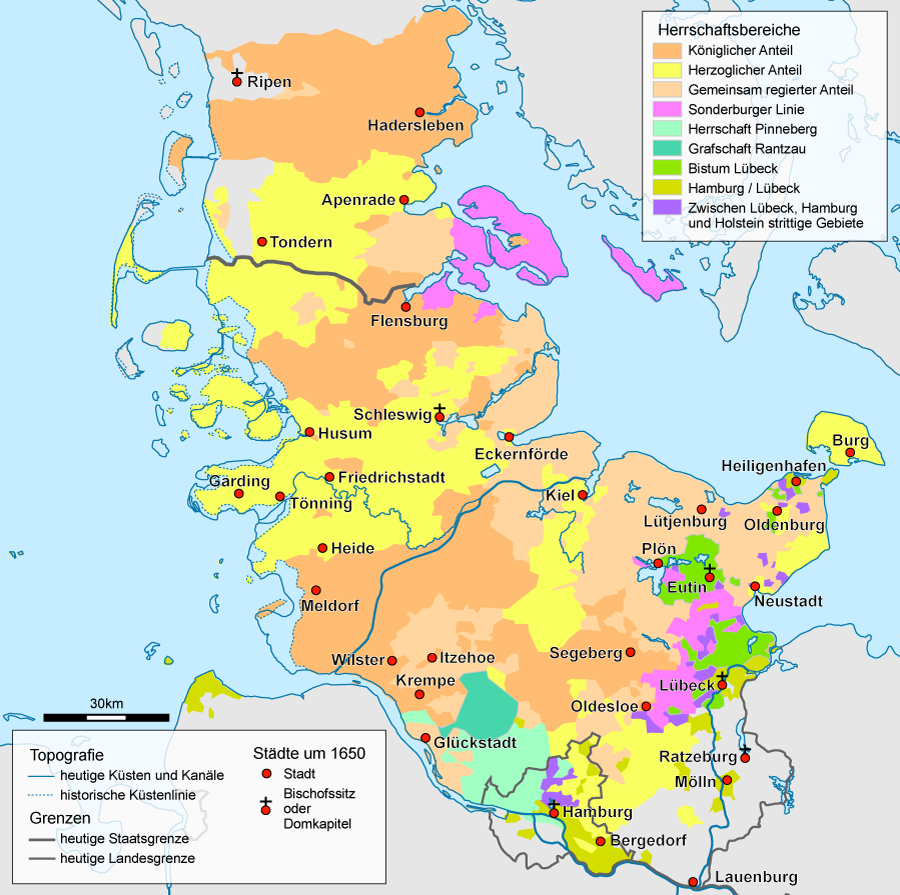
Schleswig und Holstein um 1650, die beiden Herzogtümer sind in königliche (dunkel-orange), gottorfsche (gelb) und gemeinsam-regierte (hell-orange) Anteile aufgeteilt (Landesteilungen)

Mit der Stärkung der dänischen Königsmacht im 16. Jahrhundert wurde eine feste Postverbindung zwischen der zentralen Verwaltung in Kopenhagen und den Herzogtümern etabliert. Obschon sich die Herzogtümer staatsrechtlich in ein dänisches Reichslehen (Schleswig) und ein römisch-deutsches Reichslehen (Holstein) unterschieden, unterstanden beide in Personalunion dem dänischen König und entsprechend unterstanden beide Territorien zu Beginn einem Postwesen. Erst nach Etablierung der Gottorfer Anteile entwickelte sich dort eine eigene Post.
Seit 1555 verkehrte regelmäßig ein Postboot zwischen der Insel Fünen (Fyn) und Jütland. Am 24. Dezember 1624 erschien schließlich die erste dänische Postordnung, mit der die eigentliche dänische Post (Post Danmark) begründet wurde und die auch für die Herzogtümer Schleswig und Holstein gültig war. Nach der Postverordnung wurden in Kopenhagen und Kolding feste Poststellen eingerichtet. Kolding übernahm hierbei die Aufgabe der Postverteilung für die Halbinsel Jütland inklusive der Herzogtümer Schleswig (Südjütland) und Holstein. Die auf den Postrouten aufgebauten lokalen Poststationen wurden von Personen geleitet, die von den entsprechenden Kaufmannsstädten bestimmt wurden. Die Oberleitung der Post in den Herzogtümern lag in den Händen von vier Kaufleuten, die sich den Titel „Postverwalter“ gegeben hatten. 1640 wurde das dänische Postwesen verstaatlicht. Bis 1845 wurden längs der Postrouten feste Postämter mit königlich ernannten Postmeistern aufgebaut. Die Postroute in den Herzogtümern führte über Flensburg, Schleswig, Rendsburg, Itzehoe und Glückstadt nach Hamburg. Schon im 17. Jahrhundert bestand ein dänisches Postamt in Hamburg.

## Gottorfer Anteile im 17. Jh.
Neben dem dänischen wurde im 17. Jahrhundert auch in den gottorfschen Anteilen der Herzogtümer ein Postwesen aufgebaut, das die Städte Kiel, Schleswig, Friedrichstadt, Tönning und Tønder bediente. Am 27. November 1710 erließ der (minderjährige) Fürst Karl Friedrich von Holstein-Gottorp in den gottorfschen Anteilen durch seine Regierung ebenfalls eine Postordnung, hierzu stellte er Postmeister ein und errichtete Postämter.

## Zusammenlegung der gottorfschen mit der dänischen Post 1711
Im Jahr 1711 wurde das herzoglich-gottorfsche mit dem königlich-dänischen Postwesen zusammengelegt. Nun war die Beförderung von Personen, Briefen und Paketen im Königreich und den Herzogtümern wieder ausschließlich einer einheitlichen Post mit einem zentralen Generalpostamt (seit 1808: Generalpostdirektorat) in Kopenhagen vorbehalten. Für das Herzogtum Holstein bestand innerhalb der dänischen Post eine besondere deutsche Abteilung. Neben den Hauptpostrouten gab es auch Nebenpostrouten (bipostruter). Vom 1. Januar 1845 an erhielten die Poststationen auf den Nebenpostrouten den Titel Postämter (postkontorer), zuvor wurden sie bipostkontrer bzw. hovedpostkontorer genannt.

## Schleswig-Holsteinisches Postwesen 1848
Zwischen 1848 und 1850/51 (während des Schleswig-Holsteinischen Krieges) gründete die Provisorische Regierung Schleswig-Holsteins ein eigenständiges deutsch-schleswig-holsteinisches Postwesen, das die königlich-dänische Postverwaltung in den Herzogtümern ablöste. Auch das bis dato dänische Ober-Postamt in Hamburg sowie die Post-Kontore in den Herzogtümern wurden im April 1848 unter die Kontrolle der Provisorischen Regierung gestellt. Nun wurde das Porto nicht mehr in Reichsbankgeld, sondern in Hamburger Courantmünze erhoben. Am 15. November 1850 gab die Provisorische Regierung eigene Briefmarken heraus, im Wert von 1 und 2 Postschilling. Sie zeigten einen doppelköpfigen Adler (wie im Lübecker Stadtwappen), der in ovalem Brustschild das Schleswig-Holsteinische Wappen im Prägedruck trug. In den oberen Ecken der Marke standen die Buchstaben S und H für die beiden Landesteile, in den unteren links und rechts der Wert. Zum Zeitpunkt der Ausgabe war Schleswig bereits wieder unter dänischer Kontrolle, die Marken wurden nur in Holstein ausgegeben. Dänemark unterband den Verkauf dort im März 1851.

## Dänische Zeit vor 1864

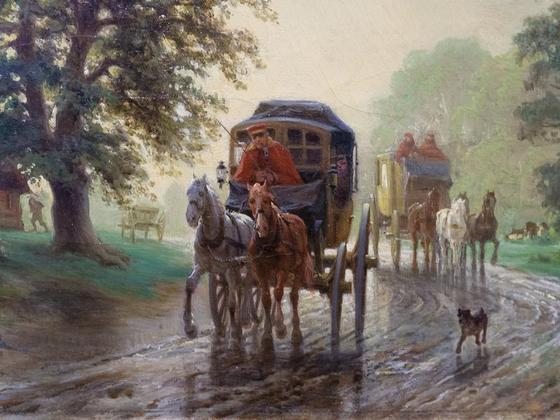
Johann Wilhelm Cordes: Dänische Post (1850er)

Nach der Wieder-Inbesitznahme der Herzogtümer durch Dänemark im Juli 1850 blieb die abgetrennte Postverwaltung von Holstein vorerst noch bestehen. Im Vertrag von Oldenburg erhielt Dänemark die Ausübung des Postregals im Fürstentum Lübeck (Eutin und Schwartau). Damit gehörten die drei Herzogtümer Schleswig, Holstein und Lauenburg sowie das Fürstentum Lübeck wieder zur dänischen Post. Die Verwaltung des Postwesens in Schleswig, Holstein und im Herzogtum Lauenburg blieb bis 1864 in die des Königreichs Dänemark eingebunden.
Am 1. Juli 1850 trat Schleswig-Holstein dem Deutsch-Österreichischen Postverein bei, am 1. Januar 1852 Lauenburg und Lübeck.

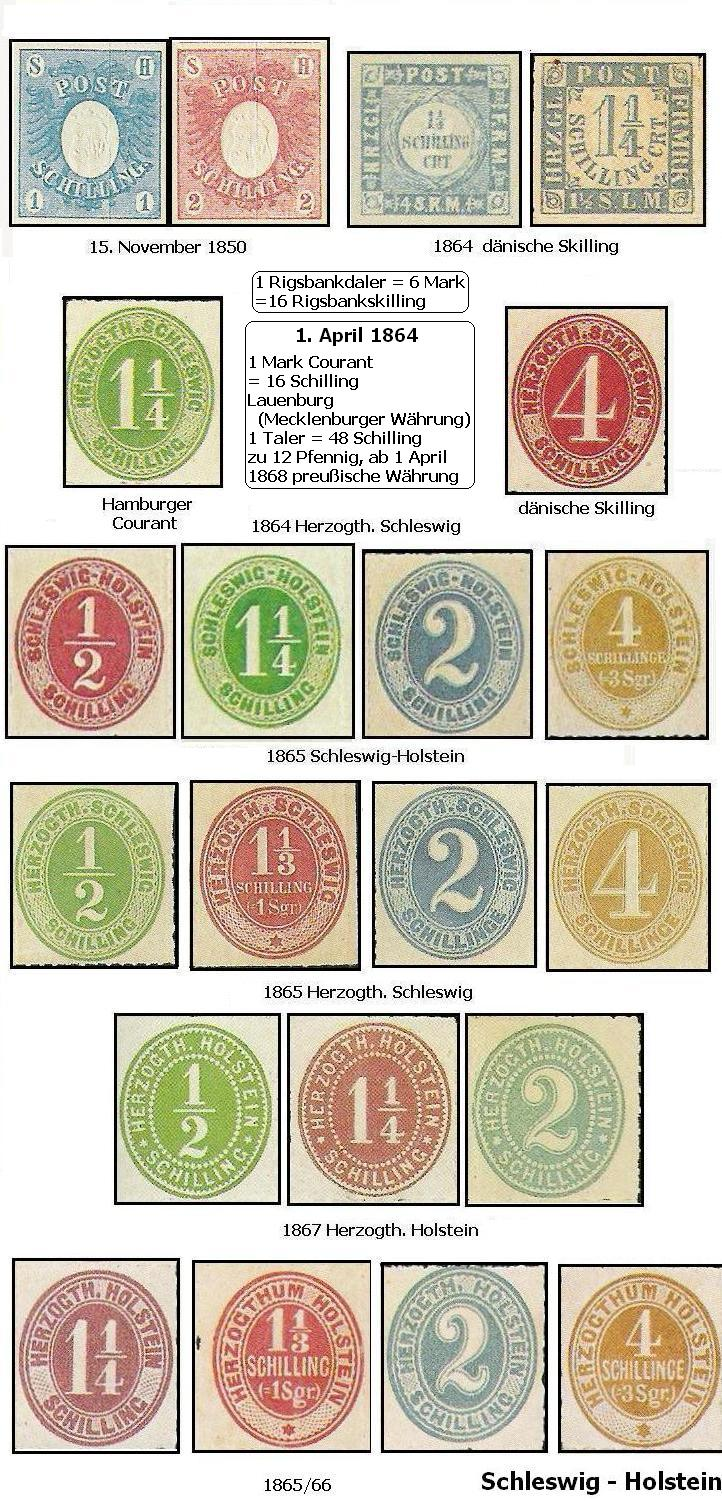
Markenbilder aus Schleswig und Holstein

## Die Preußen kommen
Im Ergebnis des Krieges Österreichs und Preußen gegen Dänemark von 1864 wurde das Postwesen der beiden Staaten aufgeteilt. Das holsteinische ging an Österreich, das schleswigsche an Preußen, das  am 1. Januar 1866 auch die Postverwaltung im Herzogtum Lauenburg übernahm. Am 22. Dezember 1866 folgte die Übernahme der Verwaltung des Postwesens in ganz Schleswig-Holstein. Am 1. Januar 1867 wurde in Kiel eine Oberpostdirektion für das nun preußische Schleswig-Holstein eingerichtet. Schließlich kam am 1. Januar 1868 ganz Norddeutschland unter die Verwaltung des Norddeutschen Bundes. 1876 übernahm die Oberpostdirektion in Kiel auch die Leitung der Telegrafenstationen in Schleswig-Holstein.
In den Abstimmungsgebieten im nördlichen und mittleren Teil Schleswigs übernahm am 19. Januar 1920 die Internationale Kommission das regionale Postwesen. Am 1. Mai 1920 übernahm die dänische Post wieder das Postwesen in Nordschleswig, am 20. Mai wurde dort die dänische Krone eingeführt.

## Briefmarken
Als die Herzogtümer noch dänisch waren, waren auch die dänischen Briefmarken gebräuchlich. Am 1. Mai 1851 gelangten dänische Marken in Schleswig, am 1. Juli 1853 in Holstein und Lauenburg zur Einführung. Die ersten eigenen Marken in Holstein erschienen am 14. November 1850, sie waren ohne Länderbezeichnung, wurde in dänischen Skilling berechnet und wurden nur von holsteinischen Postämtern abgegeben. Dann wurden am 1. März 1864 je eine Landpostmarke nach dänischem Vorbild herausgegeben, in beiden Währungen. Am 10. März 1864 folgte Marken in Form des hohen Ovals, mit Angabe des Wertes in der Mitte, der Name „HERZOGTH, SCHLESWIG“ steht oben, unten „SCHILLINGE“, in dänischer Währung. Schon wenige Tage später, am 5. April 1864, erschien ein anderer Wert, nun in Hamburger Courant, bei dem unten „SCHILLING“ steht. Die nun folgenden Ausgaben unterscheiden sich hinsichtlich der Landesbezeichnung „HERZOGTH.HOLSTEIN“ bzw. „HERZOGTH.SCHLESWIG“, der Wertangabe und der Farbe.